# Soman
Soman (fluorometylofosfonian O-pinakolu, symbol NATO: GD) – fosforoorganiczny związek chemiczny, silnie toksyczny bojowy środek trujący, z grupy paralityczno-drgawkowych.
Soman jest bezbarwną cieczą o słabym zapachu kamfory, szybko parującą w temperaturze pokojowej. Soman nie rozpuszcza się w wodzie i jest silnie trujący. Do zatrucia somanem dochodzi w wyniku wdychania jego par oraz wnikania par i kropel przez skórę. Dawka śmiertelna dla człowieka wynosi kilka miligramów.